# Hermann Eberhard Pflaume
 (juin 2018).
Si vous disposez d'ouvrages ou d'articles de référence ou si vous connaissez des sites web de qualité traitant du thème abordé ici, merci de compléter l'article en donnant les références utiles à sa vérifiabilité et en les liant à la section « Notes et références ».
Pour les articles homonymes, voir Pflaume.
Hermann Eberhard Pflaume, né le 6 mars 1869 à Aschersleben, et mort le 11 décembre 1921 à Cologne, est un architecte allemand.

## Biographie
Il a grandi après la mort prématurée de son père, l'écrivain Karl Ludwig Wilhelm Plum († 1879), dans la maison de son oncle, l'architecte Hermann Otto pruniers à Cologne. Après avoir quitté l'école à Pâques 1888 au lycée municipal de prune Cologne Spiesergasse premier Munich a assisté à la polytechnique, avant de continuer après son service en tant que bénévole d'un an (dans l'armée bavaroise) pour étudier l'architecture à l'École polytechnique de Karlsruhe. À Karlsruhe, il a également travaillé comme directeur de la construction dans un bureau d'architecture, avant de déménager dans l'atelier de son oncle et de le poursuivre après sa mort en 1901. Son bureau a repris 1921 Manfred Faber (1879-1944).
Stylistiquement orienté Hermann Pflaume à l'époque vers 1800 et représentait parfois un baroque modéré. Selon la tradition, il était également influencé par l'architecture hollandaise, comme conséquence possible de son mariage fermé de 1903 avec Alida de Block, originaire d'Amsterdam, mais cette hypothèse ne peut être étayée par son travail.
Dans une nécrologie, la prune était reconnue comme l'une des meilleures parmi les modernes. Obtenez une notation pour ses grands travaux des bâtiments tels que le bâtiment administratif pour la réassurance de Cologne Company, la maison Hindenburg à Neumarkt et (en partie) le Olivandenhof dans la rue Zeppelin et de donner de ses compétences effigie. Ses bâtiments étrangers sont également conservés en raison des dommages de guerre inférieurs encore nombreux.
Hermann Pflaume était membre de l'Association des architectes allemands (BDA) et du Werkbund allemand (DWB).

## Œuvres (Chronologies)
À Cologne

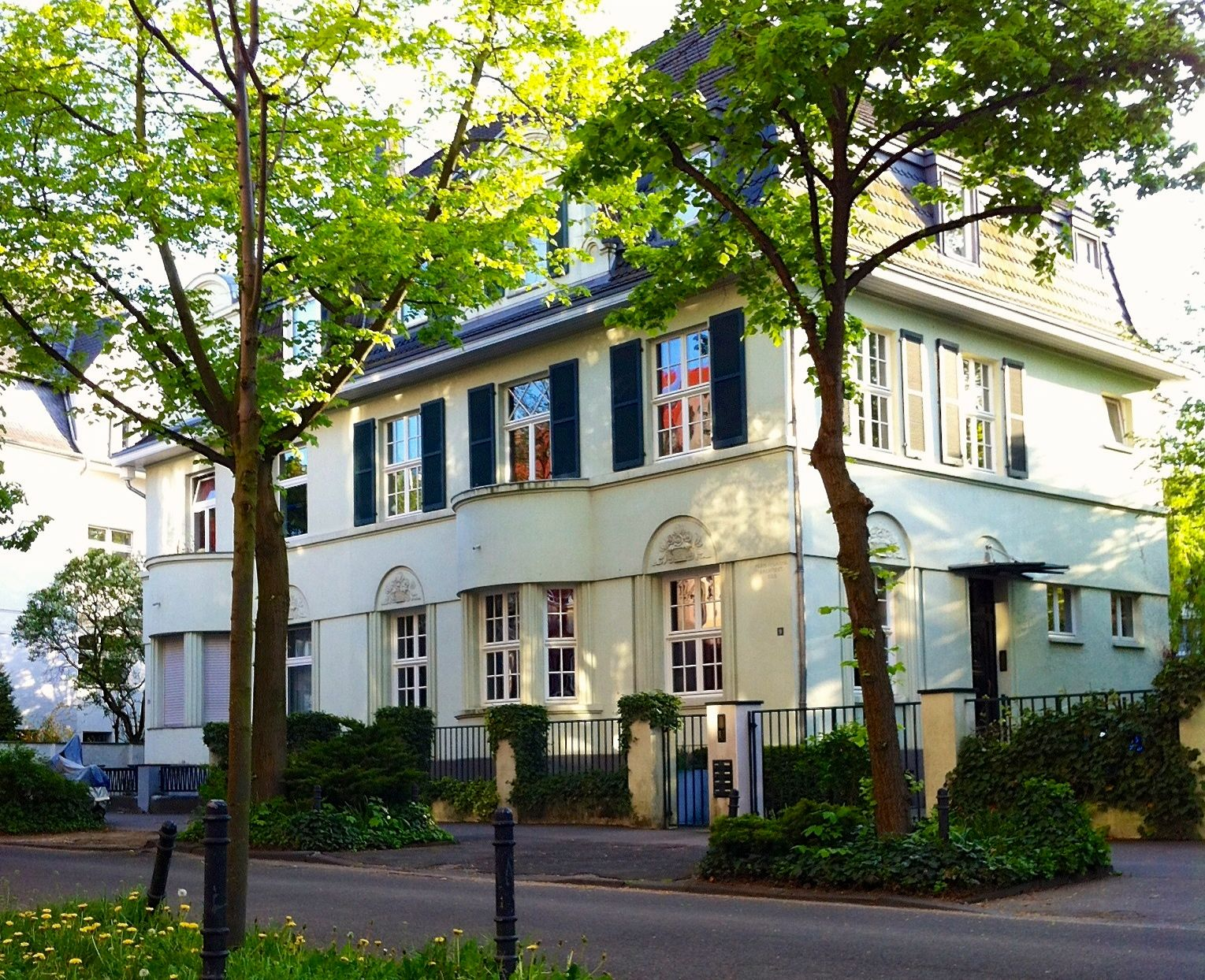
Lindenburger Allee 9/11 en 2013.

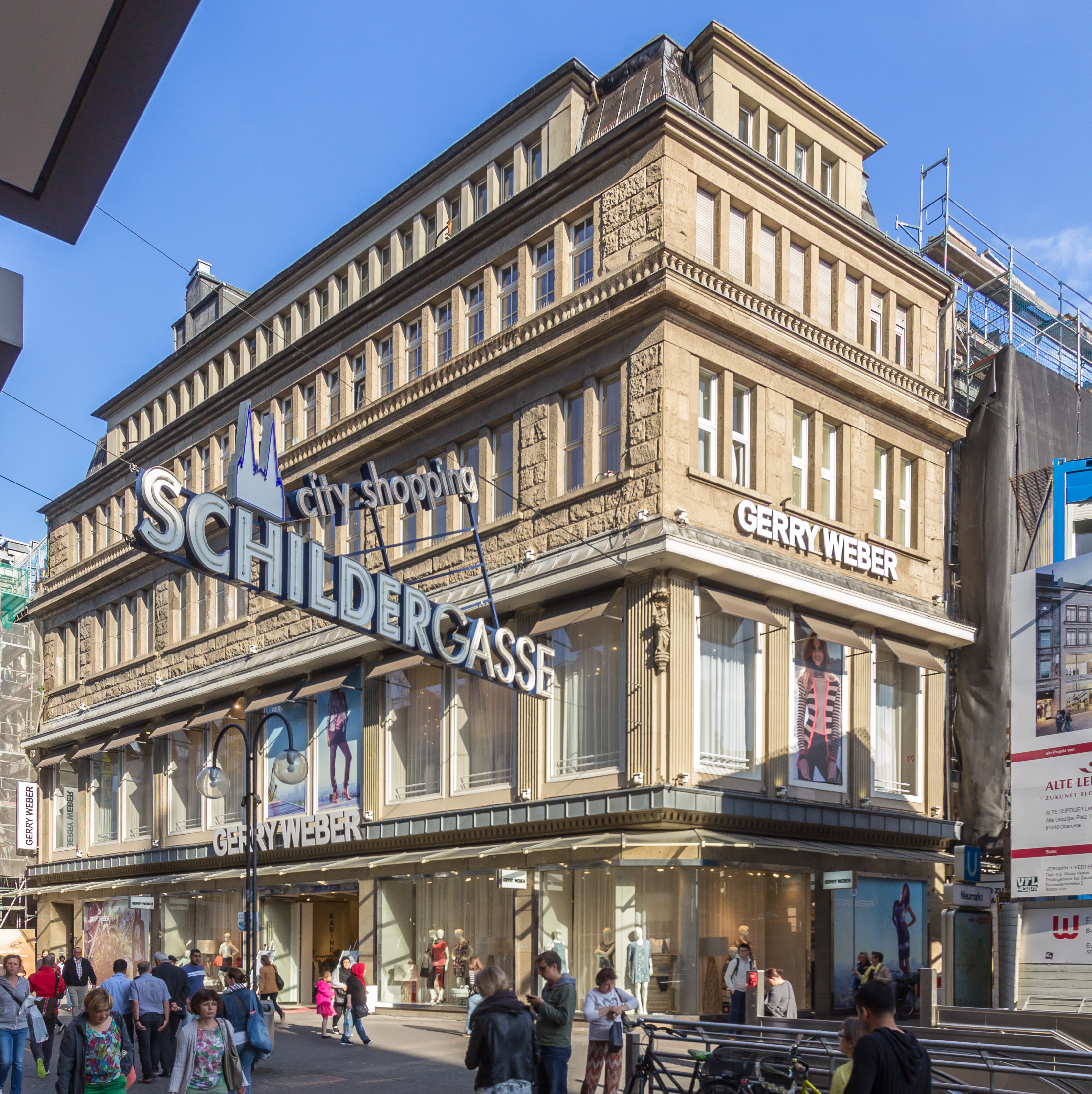
Haus Hindenburg – Nord-Westansicht en 2015

- 1898: Neustadt-Süd, concours de l'opéra (avec Hermann Otto Pflaume, non exécuté)
- 1900: Neustadt-Süd, Kaesenstraße 4 et Lothringer Straße 75/77, villas (Office H.O. Pflaume) (partiellement conservées)
- vers 1902: Altstadt-Nord, Breite Straße 21, immeuble d'entreprise de Büscher (détruit par la guerre)
- vers 1903: Neustadt-Süd, Kleingedankstraße 3, intérieur de la Villa H. Pfaffenberger (détruite par la guerre)
- vers 1904: Braunsfeld, Friedrich-Schmidt-Straße 72, Landhaus C. Klein
- 1908: Neustadt-Nord, Friesenplatz 13, reconstruction de la maison Wilhelm Albermann (détruite par la guerre)
- 1908-1909: Neustadt-Nord, Hohenzollernring 87, transformation du bâtiment résidentiel et commercial (guerre détruite)
- 1909: Neustadt-Nord, Friesenplatz 21, reconstruction de la maison
- avant 1910: Vingst, Schulstraße, orphelinat et maison de retraite (reçu, école d'aujourd'hui)
- 1910: Altstadt-Nord, Breite Straße, conception du concours pour le grand magasin Peters (non exécuté)
- 1910: Vieille ville du Nord, High Street 121-123, House J.V. Dam (guerre détruite)
- 1910: Altstadt-Süd, Blaubach 60, immeuble résidentiel et commercial (détruit par la guerre)
- Vers 1910: Intérieur du restaurant Ratsmühle
- 1910: design d'intérieur pour le club Corpsburschen "Halber Halm"
- 1911-1912: Altstadt-Nord, Gertrudenstraße / Wolf Road, bâtiment administratif de la Société de réassurance Cologne (reçue)
- 1911-1912: Neustadt-Nord, Riehler Straße 34, Villa pour Dr. med. C. Dietrich (guerre détruite)
- 1912: Altstadt-Nord, Eintrachtstraße, extension de l'assurance Concordia (détruite par la guerre)
- vers 1912: Sülz, Berrenrather Straße / Sülzgürtel, immeuble résidentiel
- vers 1912: Lindenthal, Lindenburger Allee 9-11, villa double
- 1913: Altstadt-Nord, Zeppelinstraße 9 / Am Alten Posthof, bâtiment commercial Olivandenhof (façade partiellement conservée)
- 1914: Deutz, étage de l'exposition Cologne Werkbund
- 1914-1915: Altstadt-Süd, Schildergasse 117 / Neumarkt, Haus Hindenburg (conservé)
- 1919: Neustadt-Süd, Chlodwigplatz 3, reconstruction pour Dresdner Bank AG
- 1919-1920: Bickendorf, Vitalisstraße 222, bâtiment d'usine Herbig-Haarhaus (guerre détruite)
- 1920: Lindenthal, Theresienstraße 96, reconstruction du bâtiment
- vers 1920: Altstadt-Nord, Komödienstraße, transformation du restaurant "Ewige Lampe" en une affaire bancaire (détruite par la guerre)

En dehors de Cologne
- 1904: Honnef, Hagerhof, manège et écuries pour Alfred Oelbermann
- 1908: Rösrath, Sommerhaus Pflaume
- 1908: Rösrath, château d'Eulenbroich pour Emil Biedermann
- avant 1910: le design de Neuss pour un musée
- 1910: Moers, conception du concours pour un bâtiment Sparkasse (2e prix)
- vers 1910: Rösrath-Hoffnungsthal, maison Müllenbach
- vers 1910: Rösrath, Schwalbenhaus, Haus Hügeler et Haus Peckert
- 1912-1913: Rösrath-Hoffnungsthal, Rathaus Hoffnungsthal
- vers 1913: Bergisch Gladbach, Margarethenhöhe 24, siège de campagne G. Bisch
- 1914: Rösrath-Hoffnungsthal, Hauptstraße 257, Villa Lemmer